# Whoonga
Whoonga, auch Nyaope genannt, ist ein in Südafrika verbreitetes Rauschmittel. Gehandelt wird es als weißes Pulver, das als Rauchmischung mit Tabak oder Marihuana geraucht wird. Whoonga wird ein hohes Suchtpotential zugeschrieben. Die Bezeichnung Whoonga wird sowohl für das Pulver als auch für fertige Rauchmischungen verwendet.

## Eigenschaften
Vermutlich ist Heroin die (wenn unter Umständen auch nur in geringen Mengen beigefügte) Grundlage von Whoonga. Die Wirkung hält wenige Stunden an. Bei Nachlassen der Wirkung ruft es schwere körperliche Entzugserscheinungen hervor. Ansonsten existieren unterschiedliche Berichte über Beimischungen von beispielsweise Rattengift, Waschpulver, Kokain, Morphium und Opiaten im Allgemeinen, Benzodiazepinen, MDA, Hustenstiller (Ephedrin), Koffein, Antibiotika oder Crystal Meth. Auch existieren einige Medienberichte, die davon sprechen, dass zu Pulver zerkleinerte Aids-Virostatika wie Stocrin den Whoonga-Mischungen hinzugefügt und dass diese Medikamente durch Käufe von oder Überfälle auf Patienten erlangt werden würden. Nach Polizeiangaben entspricht Whoonga bis auf die Hinzugabe der Aids-Virostatika weitgehend älteren heroinbasierten Drogen wie sogenannten Sugars. So stammt auch das Wort Whoonga vermutlich aus Tansania, wo es für heroinbasierte Drogen wie Sugars verwendet wurde. Whoonga wäre demnach einfach ein neuer Name, um in Südafrika neue Konsumenten für heroinbasierte Drogen zu erschließen.
Whoonga trat erstmals zwischen 2007 und 2009 in Südafrika auf und hat sich dort 2010 verstärkt unter der armen Bevölkerung in den Townships verbreitet. Whoonga wird zu einem Straßenpreis von etwa 20 Rand (Stand 2010, circa 1,50 Euro) pro Dosis vertrieben. Aufgrund der hohen Suchtgefahr der Droge führt sie zu einer verstärkten Beschaffungskriminalität. Der Besitz von Whoonga in Südafrika ist illegal.